# Petit Rosne
Le Petit Rosne est une rivière de 15,1 kilomètres de longueur située en plaine de France, dans l'Est du département du Val-d'Oise. Il s'agit du principal affluent du Croult qu'il rejoint à Garges-lès-Gonesse.

## Le cours du Petit Rosne
Cette petite rivière prend sa source près de la limite communale de Bouffémont et de Baillet-en-France, au pied de la butte portant la forêt de Montmorency et s'écoule selon une orientation nord-sud sur son cours amont puis s'infléchit nettement vers l'est jusqu'à son confluent avec le Croult à Garges-lès-Gonesse.
Le Petit Rosne a été responsable de 3 grandes inondations qui ont causé des dégâts significatifs dans les villes de Moisselles, Ézanville, Écouen, Sarcelles, notamment en 1992 pour la dernière.
C'est le SIAH (Syndicat mixte pour l'aménagement hydraulique des vallées du Croult et du Petit Rosne) qui est chargé de son aménagement, de son entretien ainsi que de la gestion des ouvrages de retenue permettant de réduire le risque inondation.

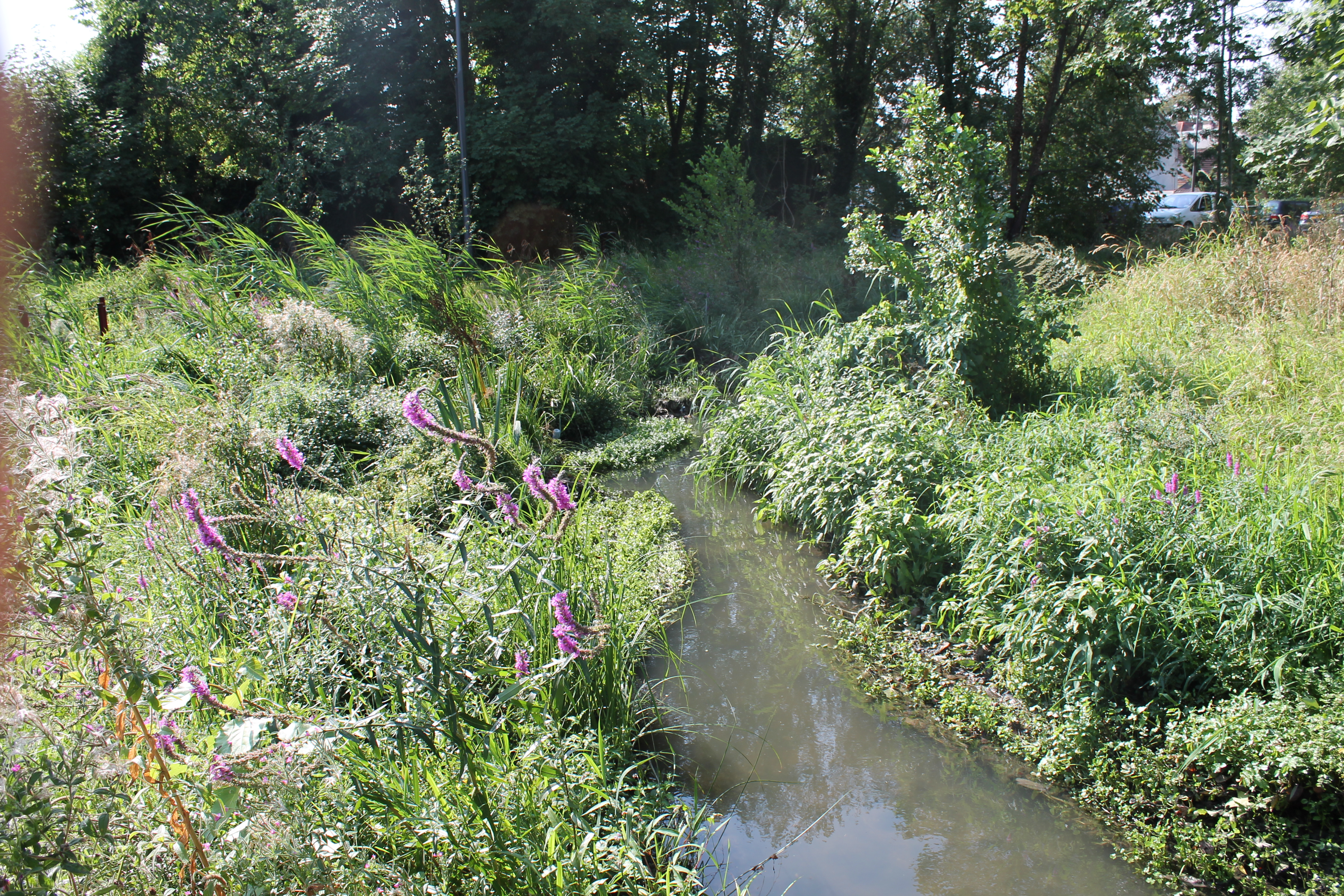
Portion du Petit Rosne renaturée par le SIAH (2015).

La rivière passe par plusieurs ouvrages de retenue comme le bassin des Bourguignons.

## Affluents
- le ru de Pontcelles, grossi du ru de Vaux, qui rejoint le Petit Rosne à Ézanville
- le ru des Champs qui rejoint le Petit Rosne à Sarcelles

## Communes traversées
- Val-d'Oise
  - Bouffémont
  - Baillet-en-France
  - Moisselles
  - Ézanville
  - Piscop
  - Écouen
  - Sarcelles
  - Garges-lès-Gonesse
  - Arnouville
  - Bonneuil-en-France

## Lien  externe
- IAURIF - Fiche du bassin versant
- Le site web du SIAH

- Ressource relative à la géographie :   - Sandre